# Rebecca Yarros
Rebecca Yarros (født 13. april 1981 i Washington, D.C.) er en amerikansk forfatter, der især er kendt for sine bøger indenfor genren romantasy. Sammen med Sarah J. Maas udgør hun de to fremmeste forfattere indenfor denne genre.
Yarros skrev sin debutroman Full Measures i 2014. Hun har skrevet flere bogserier, hvoraf den mest kendte er romantasy-serien "Empyrian", der begyndte at udkomme i 2023. Den tredje roman i serien, Onyx Storm, solgte 2,7 millioner eksemplarer i den første uge efter udgivelsen i januar 2025 og blev dermed den hurtigst sælgende voksenbog i 20 år.
Flere af hendes bøger, herunder de første tre bind i Empyrian-serien, er udkommet på dansk.

## Levnedsløb
Rebecca Yarros stammer fra en soldaterfamilie - hendes bedstefar var general og begge hendes forældre oberstløjtnanter i det amerikanske militær. Hun har gået på Troy University inden sit forfatterskab. Hun begyndte at skrive bøger, mens hendes mand var udstationeret i Afghanistan. Hun har seks børn sammen med sin mand. Hele familien bor i Colorado Springs i Colorado.
Yarros lider af bindevævssygdommen Ehlers–Danlos-syndromet, og det samme gør hendes sønner.